# Blank Space
Blank Space – singel amerykańskiej piosenkarki Taylor Swift, wydany 10 listopada 2014 roku nakładem wytwórni fonograficznej Big Machine oraz Republic. Utwór został wydany jako drugi singel promujący album 1989. Singel osiągnął sukces komercyjny docierając między innymi do 1 miejsca US Billboard Hot 100. Utwór szczytował również w Australii, Kanadzie, Finlandii oraz Republice Południowej Afryki.

## Teledysk
Reżyserią wideo zajął się Joseph Kahn. Teledysk był kręcony przez trzy dni we wrześniu w dwóch różnych miejscach Long Island. Większość scen rozgrywa się w zamku Oheka  w Huntington. Byłego chłopaka Taylor, na którym się mści zagrał model Sean O’Pry. 10 listopada 2014 roku teledysk wyciekł przypadkowo ukazując się na portalu Yahoo. 
W lipcu 2015 roku klip do „Blank Space” osiągnął w rekordowym czasie miliard wyświetleń (osiem miesięcy). Do lutego 2021 roku wideo uzyskało ponad 2 700 000 000 odtworzeń na portalu YouTube i jest na siedemnastym miejscu listy najczęściej oglądanych filmów w serwisie YouTube.

## Notowania i certyfikaty
| Lista (2014)                             | Najwyższa pozycja |
| ---------------------------------------- | ----------------- |
| Australia (ARIA Charts)                  | 1                 |
| Austria (Ö3 Austria Top 40)              | 6                 |
| Belgia (Ultratop 50 Flandria)            | 13                |
| Belgia (Ultratop 50 Walonia)             | 26                |
| Bułgaria (IFPI)                          | 3                 |
| Chorwacja (ARC 100)                      | 3                 |
| Czechy (IFPI Ceská Republika)            | 4                 |
| Kanada (Canadian Hot 100)                | 1                 |
| Finlandia (Suomen virallinen lista)      | 1                 |
| Francja (SNEP)                           | 27                |
| Hiszpania (PROMUSICAE)                   | 3                 |
| Holandia (MegaCharts)                    | 17                |
| Irlandia (IRMA)                          | 4                 |
| Izrael (Media Forest)                    | 4                 |
| Japonia (Japan Hot 100)                  | 45                |
| Korea Południowa (GAON)                  | 54                |
| Liban (The Official Lebanese Top 20)     | 5                 |
| Niemcy (Media Control Charts)            | 9                 |
| Nowa Zelandia (NZ Top 40 Singles)        | 2                 |
| Polska (AirPlay – Top)                   | 2                 |
| RPA (EMA)                                | 1                 |
| Serbia (IFPI)                            | 1                 |
| Słowacja (IFPI)                          | 2                 |
| Szwajcaria (Schweizer Hitparade)         | 12                |
| Turcja (Turkish Music Charts)            | 3                 |
| Węgry (Mahasz)                           | 7                 |
| Wielka Brytania (UK Singles Chart)       | 4                 |
| Stany Zjednoczone (Billboard Hot 100)    | 1                 |
| Stany Zjednoczone (Hot Dance Club Songs) | 23                |
| Stany Zjednoczone (Top 40 Mainstream)    | 1                 |
| Stany Zjednoczone (Rhythmic)             | 14                |

| Kraj                     | Certyfikat          | Sprzedaż   |
| ------------------------ | ------------------- | ---------- |
| Australia (ARIA)         | 4 x platynowa płyta | 280 000+   |
| Meksyk (AMPROFON)        | złota płyta         | 30 000+    |
| Nowa Zelandia (RIANZ)    | platynowa płyta     | 15 000+    |
| Polska (ZPAV)            | 4x platynowa płyta  | 80 000+    |
| Wielka Brytania (BPI)    | złota płyta         | 400 000+   |
| Stany Zjednoczone (RIAA) | 8x platynowa płyta  | 8 000 000+ |

## Historia wydania
| Kraj              | Data              | Format                       | Wytwórnia                | Ref.   |
| ----------------- | ----------------- | ---------------------------- | ------------------------ | ------ |
| Stany Zjednoczone | 10 listopada 2014 | Rhythmic crossover radio     | - Big Machine - Republic | [ 44 ] |
| Stany Zjednoczone | 10 listopada 2014 | Hot adult contemporary radio | - Big Machine - Republic | [ 45 ] |
| Stany Zjednoczone | 11 listopada 2014 | Contemporary hit radio       | - Big Machine - Republic | [ 46 ] |
| Niemcy            | 2 stycznia 2015   | CD single                    | Universal                | [ 47 ] |